# Atsushi Mio
Atsushi Mio (美尾 敦 Mio Atsushi?), född 26 januari 1983 i Kanagawa prefektur, är en japansk fotbollsspelare.
Mio började sin karriär 2001 i Ventforet Kofu. 2002 flyttade han till Kyoto Purple Sanga (Kyoto Sanga FC). Med Kyoto Purple Sanga vann han japanska cupen 2002. Han gick tillbaka till Ventforet Kofu 2008. Efter Ventforet Kofu spelade han för Gainare Tottori och FC Gifu. Han avslutade karriären 2014.